# Seznam ruských vyslanců a velvyslanců v Polsku

Znak Polska

Znak Ruska

Toto je seznam vyslanců a velvyslanců Ruska v Polsku. Jedná se o zástupce Ruského impéria, Sovětského svazu a současné Ruské federace v Polsko-litevské unii, Polském království a dnešním Polsku. Současným ruským velvyslancem v Polsku je od srpna 2014 Sergej Vadimovič Andrejev.

## Historie
Stálé ruské diplomatické zastoupení ve Varšavě sahá až do dob, kdy Petr Veliký zavedl reformy po vzoru západních administrativních metod. Ruští velvyslanci a vyslanci v Polsko-litevské unii v letech 1763-1794 de facto ovládali celé Polsko, z funkce místodržícího ruských panovníků.

## Seznam

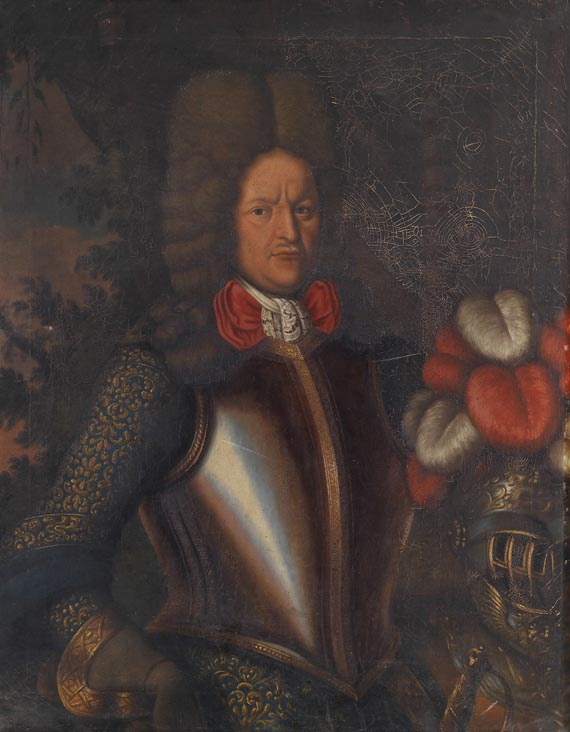
Jan Reinhold Patkul
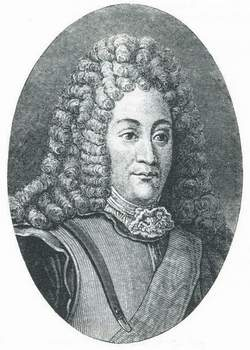
Vasilij Lukič Dolgorukov
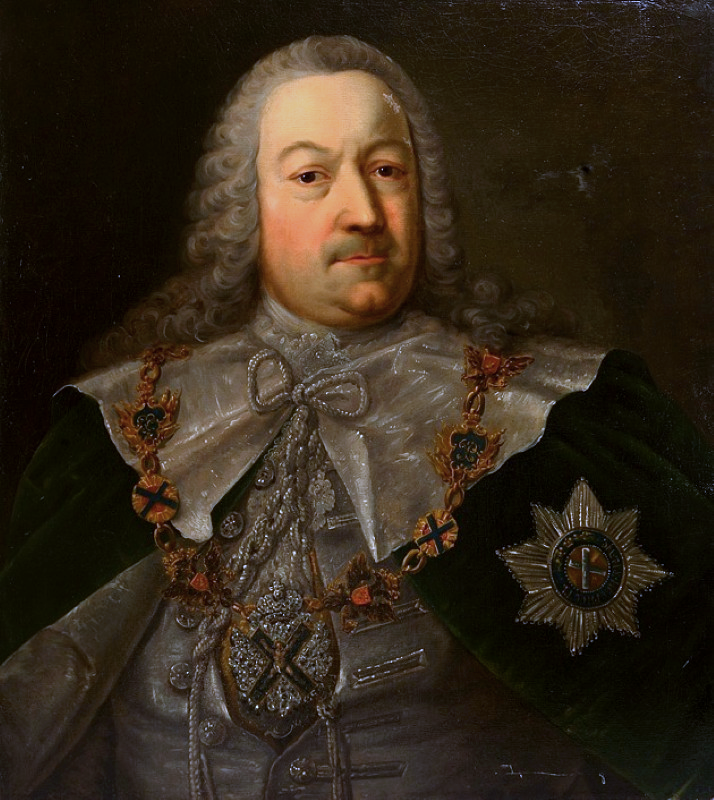
Herman Karl von Keyserling
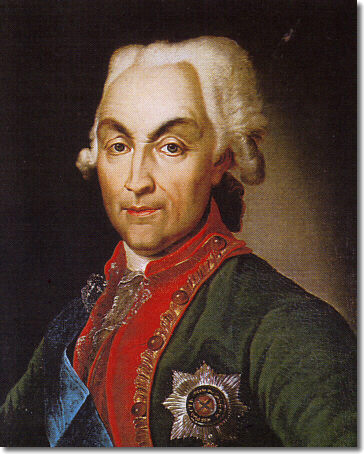
Nikolaj Vasiljevič Repnin
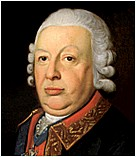
Michail Nikitič Volkonskij
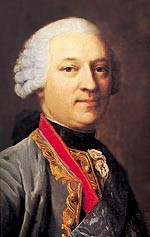
Kasper von Saldern
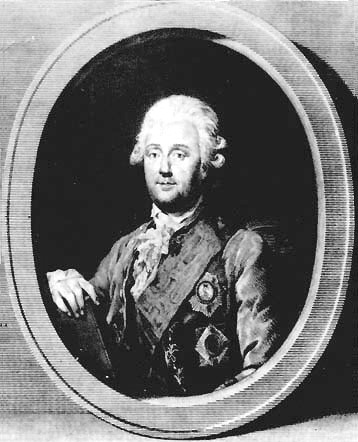
Otto Magnus von Stackelberg
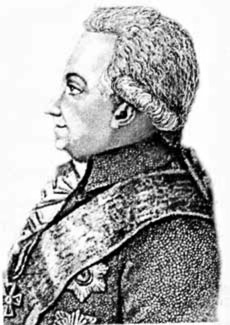
Jakov Ivanovič Bulgakov
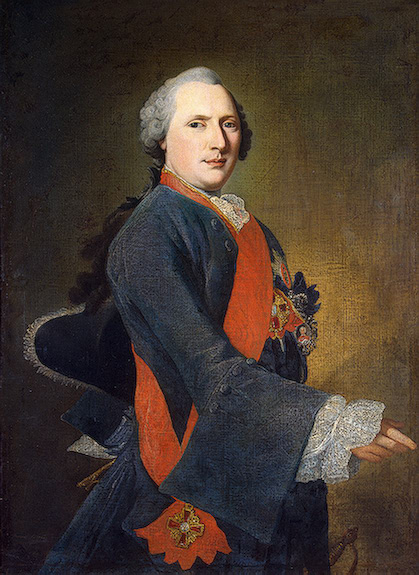
Jakob Jefimovič Sievers
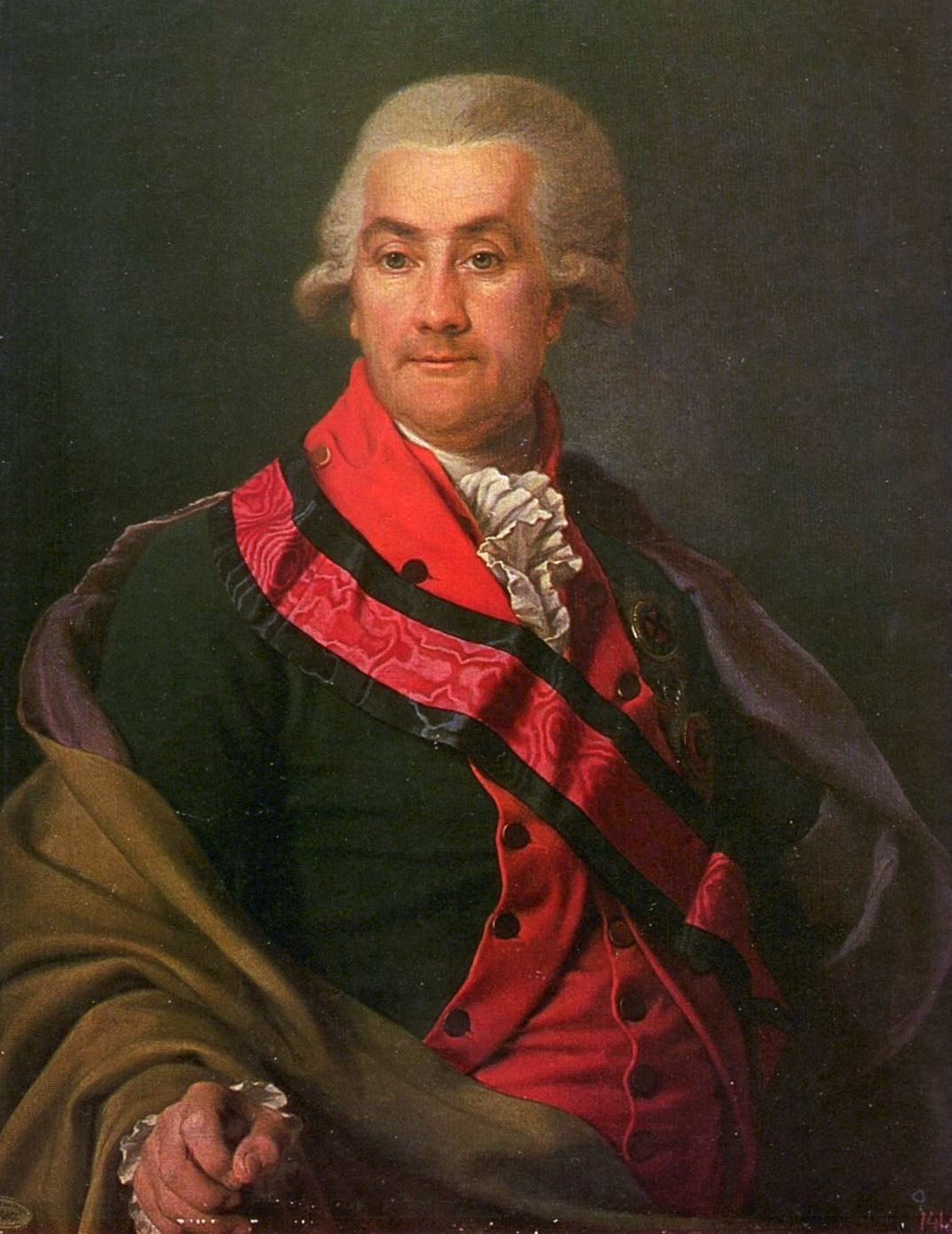
Osip Andrejevič Igelström

## 16. – 17. století
- 1508–1509 Ivan Andrejevič Čeljadnin
- 1584–1598 Michail Andrejvič Beznin-Naščokin
- 1598–1606 Ivan Romanovič Bezobrazov

## 18. století
- 1703 Jan Reinhold Patkul
- 1701–1706 Grigorij Fjodorovič Dolgorukov
- 1706–1707 Vasilij Lukič Dolgorukov
- 1709–1712 Grigorij Fjodorovič Dolgorukov
- 1712–1718 Alexej Ivanovič Daškov (rezident)
- 1714–1715 Semjon Grigorjevič Naryškin
- 1715–1721 Grigorij Fjodorovič Dolgorukov (vyslanec)
- 1721–1724 Sergej Grigorjevič Dolgorukov
- 1724–1726 Vasilij Lukič Dolgorukov
- 1726–1731 Michail Bestužev-Rjumin (mimořádný vyslanec)
- 1728–1729 Sergej Grigorjevič Dolgorukov
- 1730–1733 Fridrich Kazimír z Loewenwolde (mimořádný vyslanec / zplnomocněný ministr)
- 1733–1744 Herman Karl von Keyserling (mimořádný vyslanec)
- 1744–1748 Michail Bestužev-Rjumin (mimořádný vyslanec)
- 1749–1752 Herman Karl von Keyserling (podruhé)
- 1752–1758 Heinrich Gross
- 1758–1762 Fjodor Matvějevič Vojejkov
- 1763–1764 Herman Karl von Keyserling (potřetí)
- 1764–1768 Nikolaj Vasiljevič Repnin (také velitel armády; jeho nástupci byli: gen. Ivan Ivanovič Weymarn a gen. Alexandr Iljič Bibikov)
- 1769–1771 Michail Nikitič Volkonskij
- 1771–1772 Kasper von Saldern
- 1772–1790 Otto Magnus von Stackelberg (v letech 1772–1775 jako mimořádný vyslanec a zplnomocněný ministr)
- 1790–1792 Jakov Ivanovič Bulgakov
- 1793 (II-XII) Jakob Jefimovič Sievers
- 1793–1794 Osip Andrejevič Igelström
- 1794–1795 Ivan Fjodorovič d'Asch

## 19. století
Rozdělené Polsko (1795–1918)

## 20. – 21. století
- 1990–1996 Jurij Borisovič Kašlev
- 1996–1999 Leonid Vadimovič Dračevskij
- 1999–2004 Sergej Sergejevič Razov
- 2004–2005 Nikolaj Nikolajevič Afanasjevskij
- 2006–2010 Vladimir Michajlovič Grinin
- 2010–2014 Alexandr Nikolajevič Alexejev
- 2014–dosud Sergej Vadimovič Andrejev